# شارلوت ول
شارلوت ول (انگلیسی: Charlotte Voll؛ زادهٔ ۲۲ آوریل ۱۹۹۹) بازیکن فوتبال اهل آلمان است.
از باشگاه‌هایی که در آن بازی کرده‌است می‌توان به باشگاه فوتبال زنان پاری سن ژرمن اشاره کرد.